# Menophilos (Gemmenschneider)
Menophilos (altgriechisch Μηνόφιλος) war ein griechischer Gemmenschneider, der im späten Hellenismus tätig war. Es wird vermutet, dass er am ptolemäischen Hof arbeitete.
Von Menophilos ist nur ein Granat aus Syria erhalten, der in einen Goldring gefasst ist. Der Stein zeigt das Porträt eines Mannes, der als Marcus Antonius gedeutet wird. Der Ring befindet sich im Museum des Institute for the Study of Ancient Cultures, West Asia & North Africa (bis 2023 Oriental Institute) der University of Chicago.